# Can Gibert de Dalt
Can Gibert de Dalt és una masia del municipi de Rellinars (Vallès Occidental) inclosa en l'Inventari del Patrimoni Arquitectònic de Catalunya.

## Descripció
És una masia situada sobre una elevació de terreny que domina la panoràmica de la vall i conreus de la pròpia finca. Edifici de planta rectangular distribuït simètricament que consta de planta baixa, pis i golfes. La coberta és de teules àrabs a dues vessants, prolongades en sengles galeries obertes amb teulada a una sola vessant. El carener és perpendicular a la façana principal.
A la planta baixa, hi ha una porta rectangular d'entrada i arc rebaixat i a cada costat, finestres protegides amb reixa. Sota la galeria de l'esquerre hi ha l'entrada a una capella dedicada a Sant Isidre. Al pis, un balcó centralitza el repartiment simètric de les obertures, dues finestres rectangulars a cada costat i l'obertura de les galeries.
A les golfes, hi ha una finestra central bipartida d'arcs apuntats i sense columna al mig, a cada extrem hi ha un òcul.
A la façana principal hi ha un esgrafiat que emfatitza, encara més, el repartiment simètric dels elements. Els dibuixos, a més d'emmarcar l'element que volen destacar, ofereixen un excel·lent resultat i suport visual. Destaquen balustrades dibuixades al mur que corresponen al principi de les galeries.